# Golden Oldies
Golden Oldies was een Nederlands programma van BNN uit 2013 waarin 37 ouderen samen een rock- en zanggroep vormden. Zij werden hierin begeleid door dirigent Robin Brock en brachten verschillende rocknummers, van onder andere Handsome Poets, The Who en Queen ten gehore. Het programma werd afgesloten met een eindconcert in Koninklijk Theater Carré.
Het concept van zingende ouderen buiten hun genre is in 2008 bedacht door Philip Woldringh en verwoord in het oorspronkelijke format Senior Citizens School of Rock. Het idee voor het Nederlandse programma is ontstaan bij Ruben Nicolai en is geïnspireerd op Young@Heart. Het programma werd uitgezonden op Nederland 1 en duurde acht afleveringen.

## Kijkcijfers
| Afl. | Datum         | Kijkcijfers | Marktaandeel | Plek in top 25 |
| ---- | ------------- | ----------- | ------------ | -------------- |
| 1    | 9 maart 2013  | 1.194.000   | 17,0%        | 8              |
| 2    | 16 maart 2013 | 1.103.000   | 15,6%        | 7              |
| 3    | 23 maart 2013 | 942.000     | 14,0%        | 14             |
| 4    | 30 maart 2013 | 968.000     | 14,7%        | 10             |
| 5    | 6 april 2013  | 950.000     | 14,1%        | 8              |
| 6    | 13 april 2013 | 936.000     | 14,1%        | 10             |
| 7    | 20 april 2013 | 1.032.000   | 16,2%        | 7              |
| 8    | 27 april 2013 | 1.140.000   | 16,9%        | 5              |

3 op Reis ·
Afkicken ·
De allerslechtste echtgenoot van Nederland ·
Atletico Ananas ·
AVRO's Sterrenslag ·
Baby te huur ·
De Badgasten ·
De beste ·
Bitches ·
Bloed, Zweet en Luxeproblemen ·
Break Free · 
Cash Cab ·
Comedy Live ·
Costa! ·
Crazy 88 ·
Dennis en Valerio vs de rest ·
Dennis vs Valerio ·
Doe Maar Normaal ·
Egoland ·
Feuten ·
Finals ·
Floortje en de ambassadeurs · 
Floortje naar het einde van de wereld ·
Get Smarter in a Week ·
Golden Oldies ·
De Grote Donorshow ·
Hey DJ ·
Je zal het maar hebben ·
Je zal het maar zijn ·
Kannibalen ·
Katja vs Bridget ·
Katja vs De Rest ·
Kebab TV ·
De Klimaatpolitie ·
Lama gezocht ·
De Lama's ·
Lijst 0 ·
Loverboys ·
MaDiWoDoVrijdagshow ·
De Man met de Hamer ·
Mystery Party ·
De Nationale Eettest ·
De Nationale IQ Test ·
Neuken doe je zo! ·
De Nieuwste Show ·
Nu we er toch zijn ·
Onderweg naar Morgen ·
Over Mijn Lijk ·
Ranking the Stars ·
Rat van Fortuin ·
Ruben vs Geraldine ·
Ruben vs Katja ·
Ruben vs Sophie ·
Het schnitzelparadijs ·
De School ·
De slechtste chauffeur van Nederland ·
Sluipschutters ·
Smeris ·
De Social Club ·
Spuiten en Slikken ·
De Stalkshow ·
StartUp ·
Sterretje Gezocht ·
Stop in the Name of Love ·
Tessa ·
Tequila ·
Top of the Pops ·
Try Before You Die ·
Van God Los ·
Vier handen op één buik ·
VOC ·
Vrijdag op Maandag ·
Waar kan ik je 's nachts voor wakker maken? ·
Walhalla ·
Weg met BNN ·
De Zeven Zeeën